# Демпфер шимми

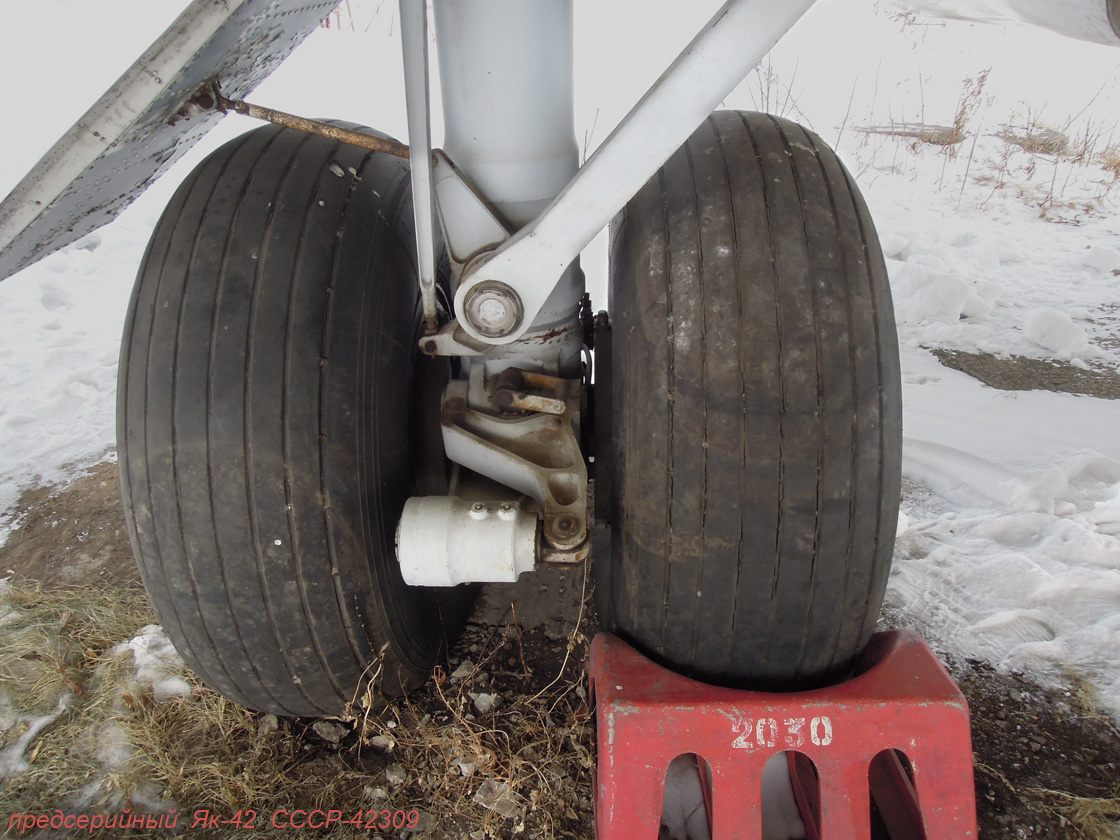
Основная опора шасси предсерийного самолёта Як-42 с гидравлическим демпфером колебаний «шимми»

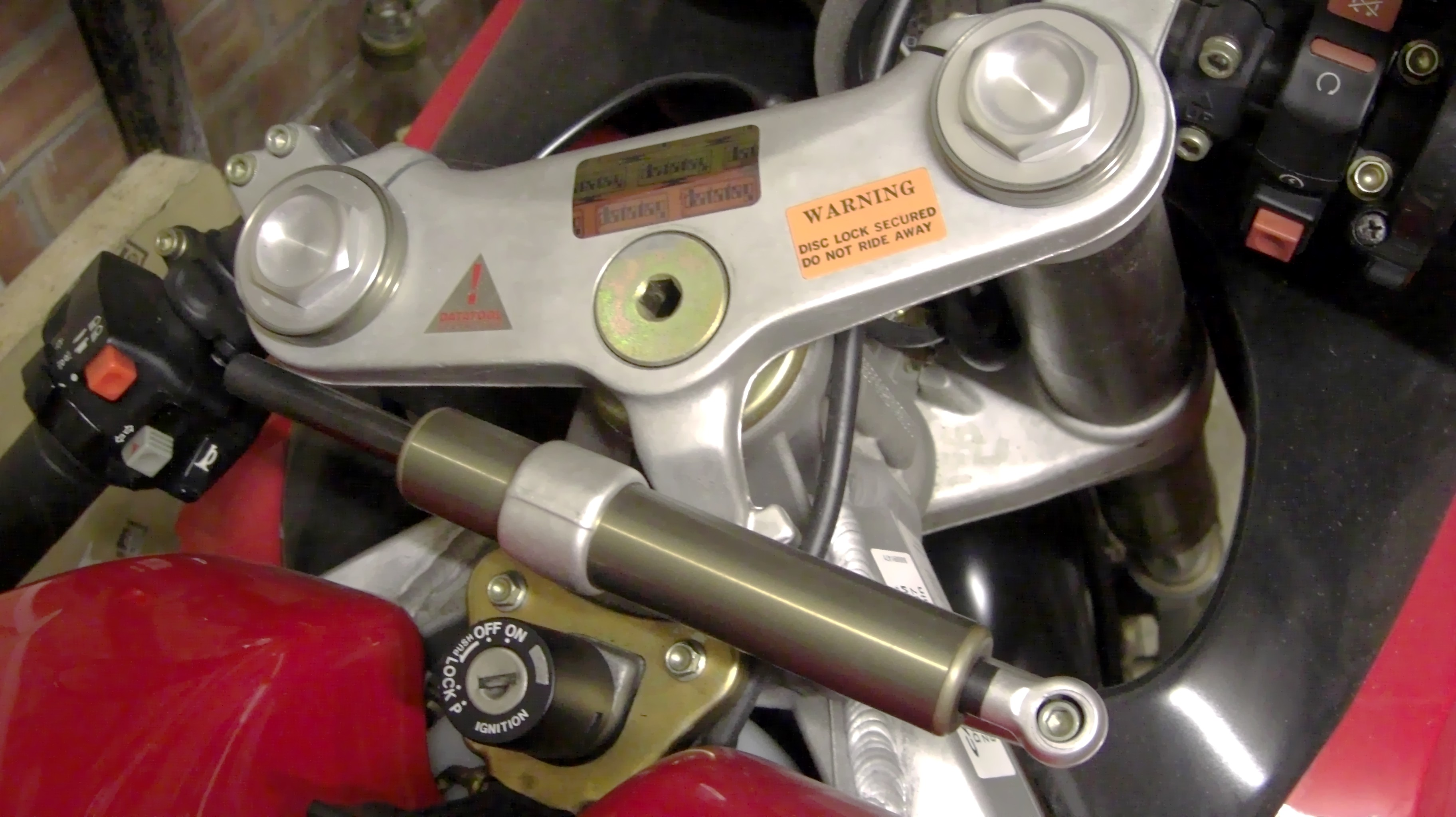
Поршневой демпфер шимми на мотоцикле

Демпфер шимми (рулевой демпфер) — деталь шасси летательного аппарата, подвески мотоцикла или иного транспортного средства, предотвращающая колебания типа шимми (самопроизвольные колебания переднего колеса при рулении, возникающие из-за люфтов крепления, деформации опоры колеса и боковых колебаний транспортного средства).
Демпферы шимми бывают трёх основных видов:
- поршневые (англ. piston shimmy damper), представляющий собой корпус, внутри которого находится поршень (с пружиной или без таковой);
- лопастные (англ. vane shimmy damper);
- рулевые (англ. steer damper).

На советских мотоциклах Иж демпфер шимми представлял собой механический загружатель руля — многодисковый сухой фрикцион с регулируемым усилием, установленный в районе нижнего подшипника рулевой колонки. При езде с боковым прицепом он затягивался водителем, при этом рулевая колонка частично фиксировалась и для поворота требовалось приложить существенное усилие; в итоге исключались самопроизвольные автоколебания переднего колеса при переходных режимах (торможениях и в особенности разгонах), возникающие из-за асимметрии конструкции мотоцикла с боковым прицепом. При езде без бокового прицепа демпфер полностью ослаблялся, обеспечивая максимально лёгкий ход руля. Неисправность данного устройства существенно усложняла управление мотоциклом.